# Водиця
Во́диця — село в Великобичківській селищній громаді Рахівського району Закарпатської області України. Населення становить 1882 особи (станом на 2001 рік). Географічно село розташоване на заході Рахівського району, за 12,0 кілометра від районного центру.

## Назва
Колишня назва населеного пункту — село «Апшиця».
Село вперше згадується у XVI столітті як Uy v. Kis Apsa (Bélay 122). Згадки в інших історичних джерелах: 1725 — Apsicza (Revizki), 1780-1 — Apsitza, Apsitze (MTH. 110), 1808 — Apsicza (Lipszky: Rep. 19), 1828 — Apsicza (Nagy 195), 1838 — Apsicza (Schem. 56), 1851 — Apsicza (Fényes 1: 37), 1898 — Apsicza (Hnt.), 1907 — Kisapsa (Hnt.), 1913 — Kisapsa (Hnt.), 1925 — Apšicaosada (ComMarmUg. 151), 1944 — Kisapsa, Апшица (Hnt.), 1946 — Водиця (ZO), 1983 — Водиця, Водица (ZO)

## Географія
Село Водиця лежить за 12,0 км на захід від районного центру, фізична відстань до Києва — 523,9 км.
У селі розташовані Джерело № 1 і Джерело № 2 — гідрологічні пам'ятки природи місцевого значення.

## Легенди про заснування села

### Легенда про опришків
(Записана з уст старожила села Сойма Івана Дмитровича)
Після смерті Олекси Довбуша, в долину річки прийшли три опришки. Вони шукали притулку і переховувались від переслідувань жовнірів. До того ж опришки боялися багатіїв над якими чинили суд. Одного разу три опришки розклали коло річки ватру, готували вечерю і грілися. Тут вони вирішили змінити свої прізвища. Старший із них взяв прізвище Каруца (від  румунського  Ватажок), інший, що слідкував за ватрою, придумав прізвище Ватрала, наймолодший, що копав криницю, дістав прізвище Кут  (від  угорського  «Колодязь»). Опришки вирішили поселитися в трьох урочищах: Заподрина, Тьовшаг та Поляна. Згодом сюди поселилися інші люди. Село дістало назву від річки Апшиця.

### Легенда про монахів
(Записана від старожила села Сойма Василя Михайловича)
Село заснували три  монахи. У селі Грушево, що на Тячівщині, існував чоловічий монастир за часів Київської Русі. Під час просування татаро-монголів в Західну Європу, вони напали на монастир і розбили його. Монахи тікали в ліси і гори. Три монахи прийшли в долину річки Апшиця і тут оселилися. Один з них дав назву урочищу Тьовшаг, що означає тяжкий. 

### Мармароське заселення
Одна із старожилів села, Ватрала Олена Дмитрівна, стверджує, що Водиця була заселена не опришками чи монахами, а втікачами з Мараморощини — території сучасної Румунії.

### Дакійська теорія
Історично доведено, що всі назви навколишніх урочищ, гір та річок мають назви румунського походження. Існує версія, що тут проживали племена даків (в І – ІІ ст. до н.е. та І –ІІ  ст. н.е.). Римські легіонери цю територію захопити не змогли через сильний опір даків та важкодоступні лісові перевали. Назви природніх об'єктів Мараморощини загалом походять від дакійських племен.

## Присілки
Село Водиця має два присілки: Тьовшаг та Ледяний.

## Релігійні споруди

### Церква Вознесіння Господнього (1991 рік)
Православну церкву Преображення Господнього спорудили з дерева в 1939 p., але з приходом радянської влади православні вірники перейшли у греко-католицьку Вознесенську церкву, а православну було знято з реєстрації діючих храмів 1 березня 1962 р. і розібрано. Нова, мурована з цегли, базилічна церква постала на місці чудової дерев’яної Вознесенської церкви, що походила з 1803 р.
Не вціліла і дерев’яна дзвіниця, на місці якої збудовано двоярусну цегляну.

### Церква Вознесіння Господнього (1803 рік, знищена)
Невелика церква була подібна до церкви у Верхньому Водяному — видовжений прямокутний зруб нави з бабинцем і невеликий п’ятистінний зруб вівтаря, високі схили дахів, але вежа завершена не шпилем, а чотирисхилим шатром. Стіни декоровані вікнами напівциркульної форми в наві, та стрілчастої — у вівтарі. Вежа мала з трьох боків вікна-голосниці і круглі отвори під самим шатром.
Один з дзвонів відлили у 1618 р. Іконостас малював (очевидно, перемалював) Іван Палкуш у 1937 р.
Хоч як сумно, але про церкву у Водиці доводиться говорити у минулому часі. Влітку 1992 р. довкола дерев’яної церкви вимуровали нову безлику церкву з цегли, а стару розібрали.
Не допомогли ні звертання до місцевого священика Михайла Феєра, ні стаття в обласній газеті. Люди добровільно позбавили своє село найбільшої цінності.
2014 року, розпочалися роботи з розпису нового храму. Іконописець - Василь Романів (м. Хуст), проект та орнаментальне оздоблення - Цуп Андрій (м. Тернопіль), орнаментальне оздоблення Фізер Андрій (м. Долина). Завершився розпис у 2015 року.

## Транспорт
В селі розташовані два мости для автотранспорту, а також на півдні села є підвісний пішоходний міст. Центральні вулиці села асфальтовані.

## Населення
Станом на 1989 рік у селі проживали 1663 особи, серед них — 830 чоловіків і 833 жінки.
За даними перепису населення 2001 року у селі проживали 1882 особи. Рідною мовою назвали:
| Мова       | Кількість осіб | Відсоток |
| ---------- | -------------- | -------- |
| українська | 1837           | 97,61 %  |
| румунська  | 23             | 1,22 %   |
| російська  | 16             | 0,85 %   |
| молдовська | 3              | 0,16 %   |
| вірменська | 1              | 0,05 %   |
| інші       | 2              | 0,11 %   |

## Політика
Сароста села — Ватрала Іван Іванович, 1977 року народження, вперше обраний (тоді ще головою сільської ради) у 2006 році.

## Соціальна сфера
Працює амбулаторія, школа, будується новий дитячий садочок, працює сільський клуб, у центрі села знаходиться сільський стадіон.

## Пам'ятки
- Пам'ятник односельчанам-добровольцям Радянської Армії[d];

## Відомі уродженці
- Варга Степан Степанович — солдат Збройних сил України, танкіст 24-ї бригади, нагороджений орденом «За мужність» III ступеня.